# Isao Yukisada

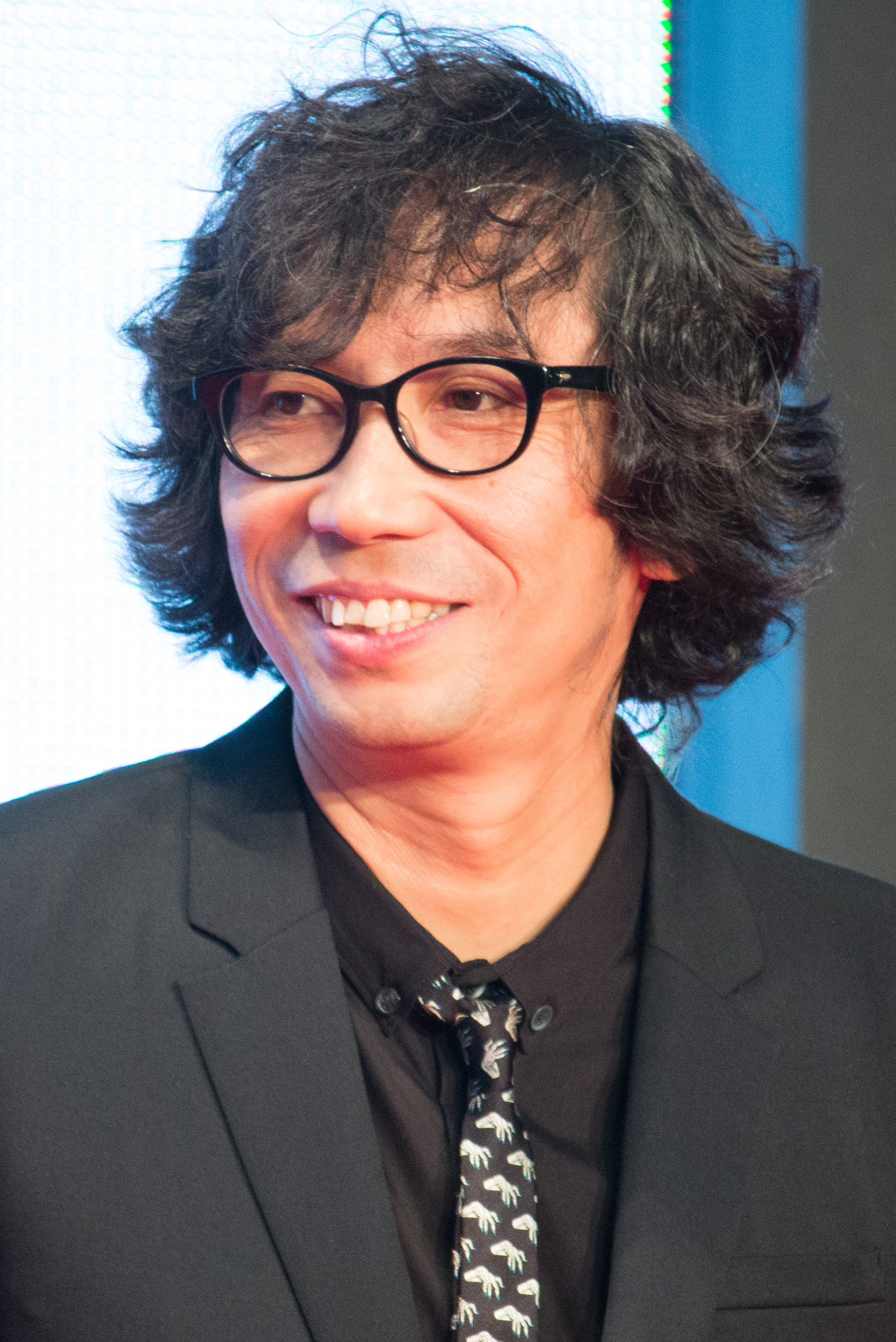
Isao Yukisada (2015)

Isao Yukisada (jap. 行定 勲, Yukisada Isao; * 3. August 1968 in der Präfektur Kumamoto) ist ein japanischer Filmregisseur und Drehbuchautor.
Während seines Studiums arbeitete er für eine Produktionsfirma, die ihn langsam an Musikvideos und Fernsehfilme heranführte. 1998 drehte er nach 3-jähriger Regieassistenz seinen ersten eigenen Film namens Open House, 2000 folgte Himawari und 2001 Go. Auf der 60. Berlinale wurde sein Film Parade aus dem Jahre 2009 in der Panorama-Sektion vorgestellt.
Mit Am Flussufer verfilmte er 2018 einen Manga von Kyōko Okazaki. Der Film eröffnete die Sektion Panorama der Internationalen Filmfestspiele Berlin 2018.
2020 erschien sein Film Theatre: A Love Story am 17. Juli in den japanischen Kinos und zeitgleich weltweit auf Amazon Prime Video. Es ist der erste japanische Film, für den sich Amazon die weltweit exklusiven Vertriebsrechte sicherte und zeitgleich mit dem japanischen Kinostart veröffentlichte.

## Filmografie (Auswahl)
- 1998: Open House
- 2000: Himawari
- 2001: Go
- 2009: Parade
- 2016: Klang der Verführung
- 2018: Am Flussufer (River’s Edge)
- 2020: Theatre: A Love Story (劇場)